# Emil Magnusson
Emil Magnusson (Genarp, Lund, Escània, 23 de novembre de 1887 – Malmö, 26 de juliol de 1933) va ser un atleta suec, especialista en llançament de disc, que va competir a començaments del segle xx.
El 1912 va prendre part en els Jocs Olímpics d'Estocolm, en què va disputar dues proves del programa d'atletisme. En el llançament de disc a dues mans va guanyar la medalla de bronze, mentre en el llançament de disc habitual fou vuitè.